# Curva elíptica
Em matemática, as curvas elípticas se definem mediante equações cúbicas (de terceiro grau). Têm sido usadas para provar o último teorema de Fermat e se empregam também em criptografia (para mais detalhes pode-se ver o artigo sobre criptografia de curvas elípticas) e em fatoração de inteiros. Estas curvas não são elipses: pode ser visto também o verbete sobre integral elíptica para aprender algo sobre a origem do termo.
As curvas elípticas são "regulares", ou pode-se dizer "não-singulares", o que significa que não têm "cúspides" nem auto-intersecções, e se pode definir uma operação binária para o conjunto de seus pontos de uma maneira geométrica natural, o que faz deste conjunto um grupo abeliano.
As curvas elípticas sobre o corpo dos números reais vêm a ser dadas pelas equações {\displaystyle y^{2}=x^{3}-x} e por {\displaystyle y^{2}=x^{3}-x+1}.
As curvas elípticas podem definir-se sobre qualquer corpo {\displaystyle K}; a definição formal de uma curva elíptica é a de uma curva algébrica projetiva não singular sobre {\displaystyle K} de gênero 1. Se a característica de {\displaystyle K} não é nem 2 nem 3, então toda curva elíptica sobre {\displaystyle K} pode escrever-se na forma: {\displaystyle y^{2}=x^{3}-px-q}, onde {\displaystyle p} e {\displaystyle q} são elementos de {\displaystyle K} tais que o polinômio do membro direito {\displaystyle x^{3}-px-q} não tenha nenhuma raiz dupla. Se a característica é 2 ou 3 farão falta mais termos.
Sendo assim, vale salientar que há uma forma geral para expressar a equação de uma curva elíptica, a qual é válida para qualquer corpo. Essa forma é conhecida como Equação de Weierstrass e é dada por:
{\displaystyle y^{2}+a_{1}xy+a_{3}y=x^{3}+a_{2}x^{2}+a_{4}x+a_{6}}

## Definição
Normalmente se define a curva como o conjunto de todos os pontos {\displaystyle (x,y)} que satisfazem a equação acima e tais que {\displaystyle x} e {\displaystyle y} sejam elementos do fecho algébrico de {\displaystyle K}. Os pontos da curva cujas coordenadas pertençam ambas a {\displaystyle K} se chamam pontos K-racionais.
Se adicionarmos um ponto "ao infinito", obteremos a versão projetiva de tal curva. Se temos dois pontos da curva, {\displaystyle P} e {\displaystyle Q} então podemos descrever de forma unívoca um terceiro ponto que seja a intersecção da curva com a linha que atravessa aos dois pontos {\displaystyle P} e {\displaystyle Q}. Se a linha é tangente à curva em um ponto, então esse ponto contará duas vezes; e se a linha é paralela ao eixo {\displaystyle y}, definimos o terceiro ponto como o "no" infinito. Então justo uma de tais condições será a que cumpra qualquer par de pontos de uma curva elíptica.
 subgrupo deste grupo.
Se a curva se denota por {\displaystyle E}, este subgrupo se denota normalmente como {\displaystyle E(K)}.
O grupo acima se pode descrever geométrica e algebricamente. Dada a curva {\displaystyle y^{2}=x^{3}-px-q} sobre o corpo {\displaystyle K} (cuja característica assumimos que não é nem 2 nem 3), e os pontos {\displaystyle P=(x_{P},y_{P})} e {\displaystyle Q=(x_{Q},y_{Q})} na curva, assumimos primeiro que {\displaystyle x_{P}\neq x_{Q}}. Seja {\displaystyle s={\dfrac {y_{P}-y_{Q}}{x_{P}-x_{Q}}}}, já que {\displaystyle K} é um corpo, {\displaystyle s} está bem definido. Então podemos definir  {\displaystyle R=P+Q=(x_{R},y_{R})} mediante
{\displaystyle {x_{R}}={s^{2}}-{x_{P}}-{x_{Q}}}
{\displaystyle {y_{R}}=-{y_{P}}+{s({x_{P}}-{x_{R}}})}
Se {\displaystyle x_{P}=x_{Q}}, então há duas opções: se {\displaystyle y_{P}\neq -y_{Q}}, então a soma se define como 0; assim que o inverso de cada ponto da curva se encontra refletindo-o no eixo {\displaystyle x}. Se {\displaystyle y_{P}=-y_{Q}\neq 0}, então {\displaystyle R=P+P=2P=(x_{R},y_{R})} será dado por
{\displaystyle s={(3{x_{P}}^{2}-p)}/{(2y_{P})}}
{\displaystyle {x_{R}}={s^{2}}-2{x_{P}}}
{\displaystyle {y_{R}}=-{y_{P}}+s({x_{P}}-{x_{R}})}
Se {\displaystyle y_{P}=-y_{Q}=0}, então {\displaystyle P+P=0};

### Implicações do teorema de Mordell-Weil
O teorema de Mordell-Weil estabelece que se o corpo subjacente {\displaystyle K} é o dos racionais (ou de maneira mais geral um corpo numérico), então o grupo de pontos {\displaystyle K}-racionais será finitamente gerado. Ainda que se possa determinar facilmente o subgrupo de torsão de {\displaystyle E(K)}, não se conhece um algoritmo geral para computar sua ordem. Uma fórmula para um dado conjunto imagem vem a ser dada pela conjetura de Birch e Swinnerton-Dyer.

### Implicações para o último teorema de Fermat
A demonstração recente do último teorema de Fermat se leva a cabo provando um caso especial da profunda conjectura de Taniyama-Shimura que relaciona as curvas elípticas sobre os racionais com as formas modulares; esta conjectura foi também completamente demonstrada.
Se o corpo subjacente {\displaystyle K} é o dos complexos, toda curva elíptica poderá ser parametrizada por certa função elíptica e sua derivada. Especificamente, a cada curva elíptica E se associa um reticulado {\displaystyle L} e uma função elíptica de Weierstrass correspondente {\displaystyle \wp }, tal que a aplicação
{\displaystyle \varphi :\mathbf {C} /L\longrightarrow E}
com
{\displaystyle \varphi (z)=\mathbf {C} (\wp (z),\wp '(z))}
seja um isomorfismo de grupos e um isomorfismo de superfícies de Riemann.
O que prova em particular que topologicamente, E assemelha-se a um toro (já que {\displaystyle \mathbf {C} /L} é um toro). Se o reticulado {\displaystyle L} está relacionado com outro reticulado {\displaystyle cL} mediante a multiplicação por um número complexo distinto de zero {\displaystyle c}, então as curvas correspondentes são isomorfas. As classes de isomorfismo das curvas elípticas se especificam mediante o j-invariante.
Enquanto que o número de pontos racionais de uma curva elíptica E sobre um corpo finito Fp é difícil de computar em geral, um teorema de Hasse sobre curvas elípticas diz que
{\displaystyle \left|\sharp E(\mathbb {F} )-p-1\right|<2{\sqrt {p}}}
Este fato pode entender-se e demostrar-se com algo da teoria geral; ver função zeta local, cohomologia étale.
Para desenvolvimentos posteriores ver aritmética de variedades abelianas.

## Teorema de Bezout
Sejam {\displaystyle C_{1}} e {\displaystyle C_{2}} curvas projetivas planas de graus {\displaystyle m} e {\displaystyle n} definidas sobre um corpo algebricamente fechado. Se {\displaystyle C_{1}} e {\displaystyle C_{2}} não possuem componentes comuns, então o número de intersecções {\displaystyle C_{1}\cap C_{2}}, contadas com a multiplicidade, é o produto de seus graus, isto é, {\displaystyle \delta (C_{1})\cdot \delta (C_{2})}.
Demonstração: ver [1].

## Curvas Elípticas e Teoria dos Grupos
É possível traçar uma relação entre curvas elípticas e a Teoria dos Grupos, conforme mencionado anteriormente. Nesta seção, será introduzida a ideia para demonstrar que uma curva elíptica {\displaystyle C} sobre um corpo {\displaystyle \mathbb {Q} } é um Grupo abeliano. Para isso, vamos definir uma operação que nos auxiliará para realizar essa demonstração. Sejam {\displaystyle P} e {\displaystyle Q} pontos com coordenadas racionais na curva elíptica {\displaystyle C}, e tracemos uma reta que passa por {\displaystyle P} e {\displaystyle Q}. Além disso, seja {\displaystyle P*Q} o terceiro ponto ponto de interseção da reta traçada com a curva {\displaystyle C}, conforme a Figura 1 acima. 

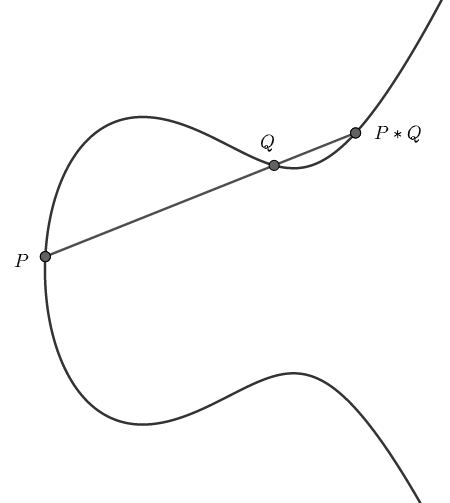
Figura 1

Agora, vamos definir o {\displaystyle O}, o qual facilmente é provado como elemento neutro. Assim, seja a reta que passa por {\displaystyle P} e {\displaystyle Q} e seja {\displaystyle P*Q} o terceiro ponto ponto de interseção com a curva. Seja {\displaystyle O} um ponto tal que a reta que passa por {\displaystyle O} e por {\displaystyle P*Q} intersecta a curva no ponto denotado por {\displaystyle P+Q}. Assim, teremos que {\displaystyle P+Q=O*(P*Q)}. Veja na Figura 2 a seguir. 

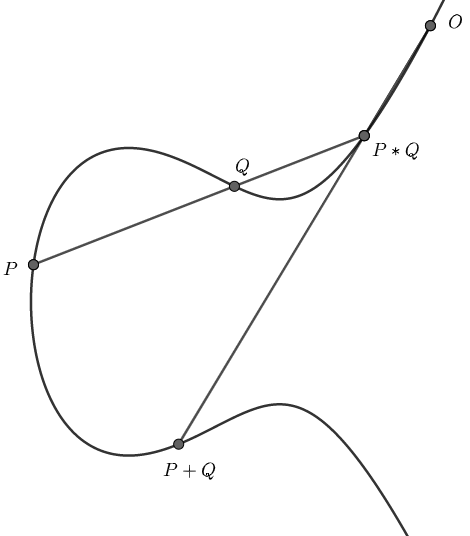
Figura 2

A partir dessa construção, podemos definir um grupo. Sejam {\displaystyle C} uma curva elíptica sobre um corpo {\displaystyle \mathbb {Q} } denotada por {\displaystyle C(\mathbb {Q} )} e {\displaystyle O\in C(\mathbb {Q} )}. Então, {\displaystyle C(\mathbb {Q} )} é um grupo abeliano com a operação "+" definida, isto é, {\displaystyle C(\mathbb {Q} )} satisfaz as seguintes propriedades
1. Elemento Neutro: {\displaystyle P+O=O+P}, para todo {\displaystyle P} com coordenadas racionais.
2. Inverso: Para todo {\displaystyle P} com coordenadas racionais existe um ponto {\displaystyle -P} com coordenadas racionais tal que {\displaystyle P+(-P)=(-P)+P=O}.
3. Associatividade: Sejam {\displaystyle P}, {\displaystyle Q} e {\displaystyle R} pontos quaisquer com coordenadas racionais, então {\displaystyle (P+Q)+R=P+(Q+R)}.
4. Comutatividade: Sejam {\displaystyle P} e {\displaystyle Q} pontos quaisquer com coordenadas racionais, então {\displaystyle P+Q=Q+P}.

A demonstração desse resultado pode ser vista em [2].

## Curvas elípticas e criptografia
As curvas elípticas sobre corpos finitos são usadas em algumas aplicações em criptografia assim como na fatoração de inteiros. Uns dos precursores dos estudos relacionando curvas elípticas e criptografia foram Victor Miller e Neal Koblitz.  A ideia geral nessas aplicações é que se temos um algoritmo que usa certos grupos finitos podemos reescrevê-lo usando os grupos de pontos racionais de curvas elípticas. Vários são os problemas tópicos relacionados a esse tema, tais como
- O problema do logaritmo discreto em curvas elípticas
- A troca de chaves de Diffie-Hellman com curvas elípticas
- A analogia de Massey-Omura
- A escolha do ponto na curva e seleção "aleatória" de (E, B)
- A redução Global de (E, B) {\displaystyle mod} {\displaystyle p}
- Ordem do ponto B

## Sugestões de Leitura
[1] ANDRIA, Sally. e GONDIM, Rodrigo. Criptografia com Curvas Elípticas, 2017 - VIII Bienal da Sociedade Brasileira de Matemática - Rio de Janeiro - RJ.
[2] Carneiro, J. S., & Almeida, K. E. de. (2015). Uma Introdução às Curvas Elípticas com Aplicações para o Ensino Médio. Ciência E Natura, 37, 452–462. https://doi.org/10.5902/2179460X14815
[3] FLOSE, Vania Batista Schunck. Criptografia e Curvas Elípticas. 2011. 55 f. Dissertação (Mestrado), Universidade Estadual Paulista, São Paulo, 2011.